# Луций Фуфидий (оратор)
Луций Фуфидий (лат. Lucius Fufidius; II—I века до н. э.) — римский оратор и политический деятель. Упоминается только в двух сохранившихся источниках, трактате Марка Туллия Цицерона «Брут, или О знаменитых ораторах» и «Естественной истории» Плиния Старшего. Это был друг принцепса сената Марка Эмилия Скавра, которому Марк посвятил свои воспоминания. Луций выступал с речами в судах, в частной жизни придерживался, по словам Плиния, строгих нравов. В своей политической карьере он поднялся, согласно тому же источнику, до претуры.